# Saʿīd ibn Makhlad
Saʿīd ibn Makhlad (in arabo ﺳﻌﻴﺪ ﺑﻦ ﻣﺨﻠﺪ) (... – 889) fu un funzionario abbaside di alto rango.

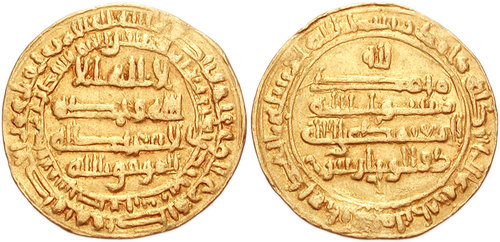
Dīnār di al-Mu'tamid, coi nomi di al-Muwaffaq e Saʿīd (Dhū l-Wizāratayn).

Nato come cristiano nestoriano, si convertì all'Islam e operò in veste di segretario (kātib) a Baghdad. Salì tutti i gradini dell'apparato burocratico sotto al-Muwaffaq, reggente per conto del fratello, il califfo al-Mu'tamid (reg. 870–892).
Tra l'878 e l'885, servì come vizir de facto, sebbene non ne avesse ufficialmente il titolo. Per il suo valido servizio garantito ad al-Muwaffaq, fu insignito nell'882 con il laqab pressoché unico di Dhū l-Wizāratayn ("Quello dei due vizirati"), col quale fu citato sulle monete coniate dalla zecca (dār al-sikka) califfale. Tuttavia le attività del fratello ʿAbdūn, rimasto cristiano, e che provò a ottenere favori e concessioni a favore dei sudditi cristiani del Califfato, ne provocò l'improvvisa disgrazia nell'885. 
Morì nell'889.